# 今井光雄
今井 光雄（いまい みつお、1951年5月15日 - ）は、日本の情報技術者、実業家。日立電線取締役代表執行役社長や、同社特別顧問、ネットワンシステムズ取締役、国際超電導産業技術研究センター理事などを務めた。

## 人物・経歴
京都府出身。1974年東京工業大学工学部電子物理工学科卒業、日立電線入社。1995年日立電線情報システム事業部情報ネットワーク部長。1997年日立電線エンジニアリング代表取締役社長。2000年日立電線情報システム事業本部製品企画室長。2001年日立電線情報システム事業本部次長。2003年日立電線情報システム事業本部次長兼高砂工場長。2005年日立電線執行役兼経営企画室長兼IT業革推進本部長兼CIO。2006年日立電線執行役兼情報システム事業本部長兼IT業革推進本部長兼CIO。2007年日立電線執行役常務兼情報システム事業本部長兼IT業革推進本部長兼CIO。2009年から日立電線代表執行役社長兼取締役を務め、原価低減などを進めた。2009年全国発明表彰発明実施功績賞受賞。2011年日立電線特別顧問。2012年ネットワンシステムズ取締役。この間、国際超電導産業技術研究センター理事も務めた。情報通信事業が専門。